# Sinibotia
Sinibotia is een geslacht van straalvinnige vissen uit de familie van modderkruipers (Cobitidae). Deze tropische zoetwatervis komt oorspronkelijk uit Oost-Azië.

## Soorten
- Sinibotia robusta (Wu, 1939)
- Sinibotia longiventralis (Yang & Chen, 1992)
- Sinibotia pulchra (Wu, 1939)
- Sinibotia reevesae (Chang, 1944)
- Sinibotia superciliaris (Günther, 1892)
- Sinibotia zebra (Wu, 1939)